# Demokratiske Højrefløjs Forum
Den Demokratiske Højrefløjs Forum (pl. Forum Prawicy Demokratycznej, FPD) var oprindeligt et polsk politisk parti, dernæst en fraktion inden for den Demokratiske Union (UD). Som parti fungerede det i perioden 1990–1991 og blev ledet af Aleksander Hall. I 1992 meldte størstedelen af fraktionen sig ud af UD og dannede det Konservative Parti.

## Historie
Partiet opstod i juni 1990 og blev stiftet af personer fra den antikommunistiske opposition forbundet med det Unge Polens Bevægelse (RMP) og andre kristelige liberale miljøer der støttede Tadeusz Mazowieckis regering. Partiets formand var Aleksander Hall.
Ved præsidentvalget i 1990 støttede FPD Mazowieckis kandidatur, og efter valgnederlaget indgik den sammen med bl.a. Borgerbevægelsen Demokratisk Aktion (ROAD) i det af Mazowiecki nyligt stiftede parti den Demokratiske Union. Sammenslutningen af disse grupperinger skete den 12. maj 1991, samtidig med hvilket FPD ophørte med at eksistere som parti. Dog fortsatte FPD sit virke inden for UD under ledelse af Hall og med navnet den Demokratiske Højrefløjs Fraktion (pl. Frakcja Prawicy Demokratycznej, FPD).
Ved parlamentsvalget i 1991 blev 9 af Fraktionens medlemmer valgt til Sejmen på UD's liste. Disse gik ind for at udvide Jan Olszewskis regerings grundlag ved dannelsen af en såkaldt ”kæmpe koalition” (wielka koalicja). Efter premierminister Olszewskis fald gik sejmmedlemmerne fra FPD imod resten af UD's gruppe og støttede ikke Waldemar Pawlak som regeringsleder. I september 1992 forlod de fleste medlemmer af Fraktionen UD for i december samme år at danne det Konservative Parti (PK) og samtidig støtte Hanna Suchockas regering.

## Ledende skikkelser
- Aleksander Hall
- Michał Wojtczak
- Henryk Woźniakowski
- Piotr Fogler
- Kazimierz Michał Ujazdowski